# Simão Correia
Simão Correia (Algarve, c. ???? - a. ????) foi uma figura portuguesa importante do Algarve na época quinhentista.

## Biografia
Foi governador de Azamor de 1516 até dezembro de 1517.
Em 1530 dou aos Padres Observantes da Província de Portugal, o terreno e de casas onde se ergueria o Convento de São Francisco em Portimão.